# Kantonsraad van Schaffhausen
De Kantonsraad van Schaffhausen (Duits: Kantonsrat) is het kantonsparlement van het kanton Schaffhausen. De Kantonsraad bestaat uit 80 leden die via algemeen kiesrecht gekozen voor de duur van vier jaar. Schaffhausen is het enige kanton van Zwitserland waar men stemplicht kent. Bij niet stemmen moet een symbolisch bedrag van 3 Zwitserse franken betaald worden aan de overheid van het kanton Schaffhausen. Het aantal kiezers dat een stem uitbrengt bij verkiezingen ligt in Schaffhausen traditioneel hoog.
De laatste verkiezingen vonden op 26 september 2004 plaats.

## Samenstelling Kantonsraad 2000, 2004
De samenstelling van de Kantonsraad na de verkiezingen van 2000 en 2004 ziet er als volgt uit:
| Partij                    | Zetels 2000 | % 2000 | Zetels 2004 | % 2004 |
| ------------------------- | ----------- | ------ | ----------- | ------ |
| Zwitserse Volkspartij     | 27          | 33,6%  | 27          | -      |
| JSVP                      | -           | -      | 3           | -      |
| SP                        | 21          | 26,6%  | 24          | -      |
| FDP                       | 16          | 20,9%  | 14          | -      |
| ÖBS                       | 5           | 6,4%   | 6           | -      |
| CVP                       | 5           | 5,4%   | 3           | -      |
| SAS                       | 2           | 3,1%   | 1           | -      |
| EVP                       | 2           | 2,0%   | 1           | -      |
| ALS                       | 0           | 0,0%   | 1           | -      |
| GBS                       | 1           | 1,2%   | 0           | -      |
| Bürgerinitiative Danowski | 0           | 0,0%   | 0           | -      |
| Totaal                    | 80          | 100%   | 80          | 100%   |

## Verwijzingen
1. ↑  [Jongerenpartij van de SVP.]
2. ↑  Groene-liberalen.]
3. ↑  [Ouderenpartij]
4. ↑  [Partij onder Marian Danowski.]